# دم‌خاری رخ‌سرخ
دم‌خاری رخ‌سرخ یا دم‌خاری چهره‌سرخ (نام علمی: Cranioleuca erythrops) نام یک گونه از سرده دم‌‌خاری‌های نمادین است.